# Liên Bảo (xã)
Liên Bảo là một xã cũ thuộc huyện Vụ Bản, tỉnh Nam Định, Việt Nam.
Xã có diện tích 10,4 km², dân số năm 1999 là 8.749 người, mật độ dân số đạt 841 người/km².

## Vị trí
Xã có quốc lộ 10 và đường sắt Bắc Nam, đoạn nối Nam Định - Ninh Bình chạy qua.

## Những nhân vật nổi tiếng có liên quan đến xã
| Tên            | Sinh thời | Sự nghiệp |
| -------------- | --------- | --- |
| Lương Thế Vinh | 1441–1496 | trạng nguyên nhà toán học, Phật học, nhà thơ thời Nhà Lê. Quê làng Cao Phương (trước đây là Cao Hương), xã Liên Bảo. |

## Phủ Bà
Phủ Bà là di tích lịch sử văn hóa lâu đời trên địa bàn xã. Thánh Đậu đại vương được thờ ở Phủ Bà (Đắc Lực, Liên Bảo, Vụ Bản) vốn là nàng Đậu bán nước ở đầu thôn. Khi vua Đinh Tiên Hoàng thua trận chạy đến nghỉ nhờ, bà đã giúp cho cơm ăn, áo mặc, lửa sưởi... mà không nhận sự trả ơn. Anh trai bà là Hoàng Sơn Khung là vị tướng nhà Đinh có công dẹp loạn 12 sứ quân.

## Chỉ dẫn
thôn Định Trạch (vốn là xã Khổng Trạch có thôn Bến và thôn Lễ)